# Vlasta Foltová
Vlasta Foltová (Praga, Checoslovaquia, 14 de marzo de 1913-ibídem, mayo de 2001) fue una gimnasta artística checoslovaca, subcampeona olímpica en Berlín 1936 en el concurso por equipos.

## Carrera deportiva
En las Olimpiadas de Berlín 1936 gana la plata por equipos, tras las alemanas y por delante de las húngaras, y siendo sus compañeras de equipo: Matylda Pálfyová, Božena Dobešová, Jaroslava Bajerová, Anna Hřebřinová, Vlasta Dekanová, Zdeňka Veřmiřovská y Marie Větrovská.